# 7115 Franciscuszeno
7115 Franciscuszeno è un asteroide della fascia principale. Scoperto nel 1986, presenta un'orbita caratterizzata da un semiasse maggiore pari a 3,1597840 UA e da un'eccentricità di 0,1458336, inclinata di 4,29407° rispetto all'eclittica.